# Crisis mundial
 Crisis mundial és una pel·lícula espanyola de comèdia romàntica del 1934 dirigida per Benito Perojo i protagonitzada per Antoñita Colomé, Miguel Ligero i Ricardo Nunez. La pel·lícula està ambientada principalment en un hotel de luxe suís estela del crac del 29 a Wall Street. Va ser un èxit de taquilla, però ara es considera una pel·lícula perduda.

## Sinopsi
Mary Sandoval és una òrfena milionària que viu de manera esbojarrada. Davant el crac del 29 el seu tutor li suggereix que porti una vida més austera. Ella, però, s'estima més seduir un milionari.

## Repartiment
- Antoñita Colomé com a Mary
- Miguel Ligero com a Pololo
- Ricardo Núñez com a Julio Lonaty
- José María Linares-Rivas com a Herbert Parker
- Alfonso Tudela com a Ferdinando Martini Martinelli
- Laly Cadierno com a vampirs
- Carlos del Pozo com a gerent de l'hotel
- Blanca Pozas
- Nicolás D. Perchicot
- Pedro Chicote com a cambrer
- Francisco Zabala
- Fernando Freyre de Andrade
- Ricardo Muñoz
- Pastora Peña
- Luchy Soto